# ニジニ・タギル
ニジニ・タギル（ニージュニイ・タギール、ロシア語: Ни́жний Таги́л, ラテン文字転写: Nizhny Tagil）はロシア連邦のスヴェルドロフスク州にある鉱工業都市。人口は約33万人（2021年）。鉄鉱山や製鉄、戦車製造で知られる。ウラル山脈の東斜面に位置し、標高は200 m。山脈の分水界に沿って走るヨーロッパとアジアの境界線上からは25 kmほど東にあり、ロシアのアジア側に属する。

## 地理

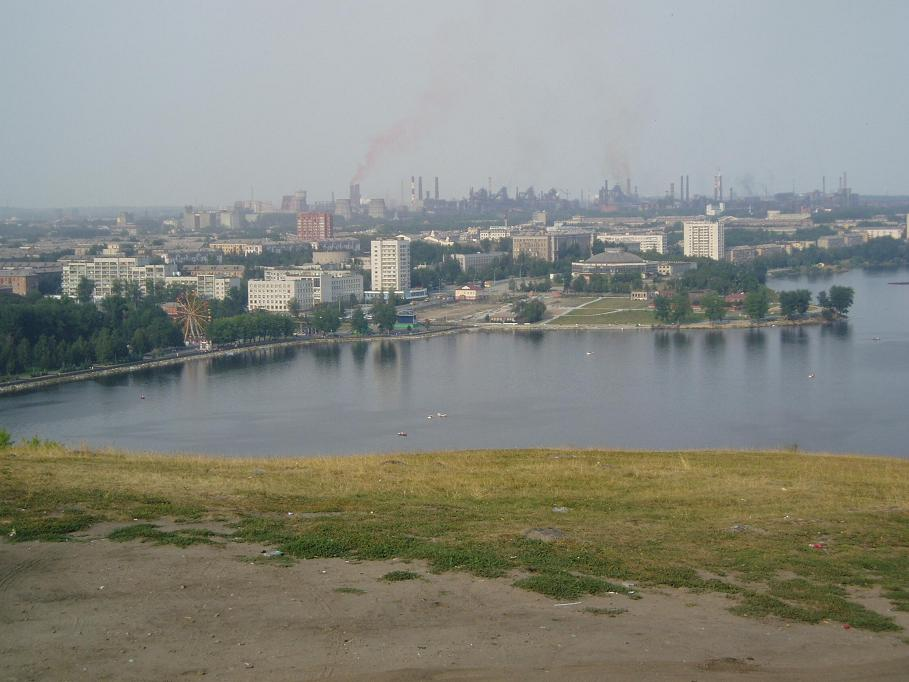
リシャ山から見下ろすニジニ・タギルの市街地と工場群。ニジネタギリスキー湖の湖畔に広がっている

ニジニ・タギル市の面積は4,106 km2である。2008年4月1日に周囲の町村を合併するまでの旧市域面積は298 km2であり、南北に22 km、東西に21 kmにわたって広がり、川や湖などの水面が市の面積の三分の一を占めていた。
ニジニ・タギルの気候は大陸性気候であり、冬は厳しく夏は短い。年平均気温はマイナス0.3度で、夏の最高気温は37度にもなる一方、冬はマイナス49度まで下がったことがある。旧市域の標高は海抜170 mから380 mと比較的低く、現在の市域にあるウラル山脈の分水界も平均標高は400 mから500 mで、700 mを超える山頂はわずかしかない。いくつかの山は険しい岩の峰になっており、ウラル山脈中部でも独特の景観をなしている。市の東部は平坦で、次第に西シベリア低地へと変遷してゆく。地質学的構造は複雑であるため非常に多くの種類の鉱物が採取される。この周囲の鉱床には63種類もの元素が含まれている。市域の西部は鉱山と森林が多く、東部は森林と牧草地が多い。
この地方には大きな河川はない。主な川はタギル川で、多数の支流を集めながら北東へ流れ、トゥラ川に合流し、最終的にはオビ川へと注いでいる。
市街地はかつての火山であるリシャー山の周りに広がり、この山が街のシンボルになっており、頂上には展望台が建つ。その他、市の北側にはメドヴェド＝カメニ山があり、切り立った岩の崖がタギル川に面して立つ。市街地は三区に分かれており、市の中心とニジネタギリスキー湖はレニンスキー区にある。タギルストロエフスキー区は市の北にあり、ジェルジンスキー区は市の東側のアパートや住宅の地区となる。市内の面積の多くを重工業などの工場が占めている。
鉄道と高速道路が四方へと伸びている。州都エカテリンブルクは130 km南にあり、セロフとプリオビエは北に、ペルミは西に、アラパエフスクとヴェルフニャヤ・サルダは東に位置する。市街地の北東17 kmの位置にサルカ空港がある。この空港は1994年まで空軍基地であったが、現在は民間空港になっている。

## 歴史

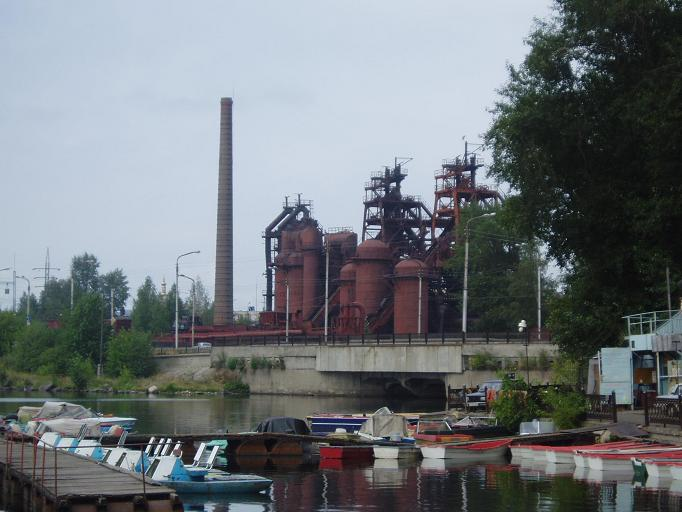
製鉄所、デミードフ家による創立以来の歴史をもつ

シベリアの征服を始めたコサックの首領イェルマーク・チモフェーヴィチは16世紀末に現在のニジニ・タギル近郊に軍を駐留させている。ウラル山脈の標高が低いこの周辺からロシア人はアジアへ向けて進出していった。
ニジニ・タギルの街の歴史は、1696年にヴィソコゴルスキー鉄鉱山が開かれた時に始まる。この鉱山は極めて豊かな鉱山で、特に純度の高い磁鉄鉱の鉱脈があった。また周囲には鉄を運び出すための河川、燃料となる木材を生み出す森林など、鉄の採掘と精錬に適した地形や環境が広がっていた。
町の成立は1722年10月8日（ユリウス暦）となっている。この日、ヴィースキー精錬所が鋳鉄生産を開始した。トゥーラの鍛冶屋であったニキータ・デミードフはピョートル大帝の支援を受けて武器工場や金属精錬工場をトゥーラに建て、さらにエカテリンブルクなどウラル山脈の各地に鉱山や精錬所を開発したが、ニジニ・タギルもその一つだった。

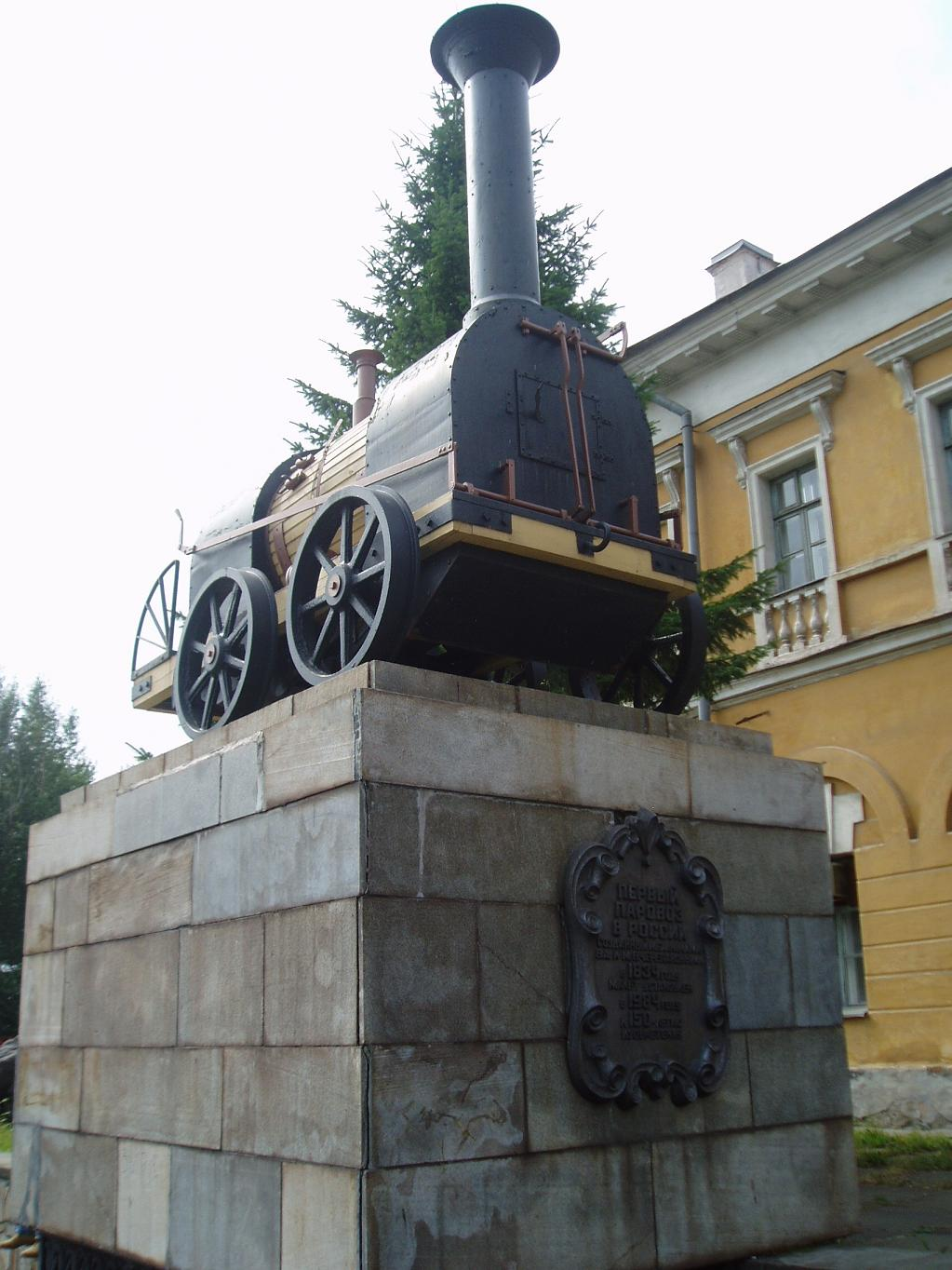
1830年代にチェレパノフ親子が作ったロシア最初の機関車を記念するモニュメント

18世紀にはニジニ・タギルは鋳鉄や鋼鉄の主な生産地へと発展し、ロシア帝国の鉱工業の中心の一つとなった。またニジニ・タギルの鉱山や工場を所有するデミードフ家はロシア有数の産業家かつ大富豪となった。ニジニ・タギルの鉄や銅は19世紀には欧州各地にも輸出され建築資材などに使われた。ニューヨークの自由の女神像はフランスからアメリカ合衆国に贈られたが、像を鋳造するための金属はニジニ・タギルで生産されたものをフランスの製造業者がデミードフから買い付け、フランスで鋳造されアメリカへ送られている。1833年にはロシア最初の蒸気機関車がニジニ・タギルで製造された。これを記念して、製造者のチェレパノフ親子の高さ8mの銅像が1956年に市内中心の広場に建てられている。
ニジニ・タギルは1919年8月20日、エカテリンブルクの革命軍事委員会により周囲の町と合併して市へ昇格された。この時、それまでの地名ニジネタギリンスキー・ザヴォート（Нижнетагильский Завод、「タギルの下流の工場」）から現在のニジニ・タギルへ改称している。1930年の人口は4万2000人だったが、1931年に第二次五カ年計画が始まるとニジニ・タギルへ次々に投資がなされた。1932年には「F.E.ジェルジンスキー記念ウラル貨車工場」（ウラルヴァゴンザヴォート、Uralvagonzavod）の最初の工場建設が始まり、1936年10月に最初の貨車が製造された。1937年には路面電車（ニジニ・タギル市電）が市内に開通した。1939年には市内最初の高等教育機関である師範学校も開校した。
大祖国戦争（独ソ戦）が勃発すると、ウラル貨車工場はT-34戦車の主要工場となった。ハリコフにあった第183工場（現在のV・O・マールィシェウ記念工場）はニジニ・タギルへ疎開し、ウラル貨車工場へと統合された。大戦中、3万台のT-34戦車が生産され、3万台目のT-34は今もウラル貨車工場に置かれている。

## 産業

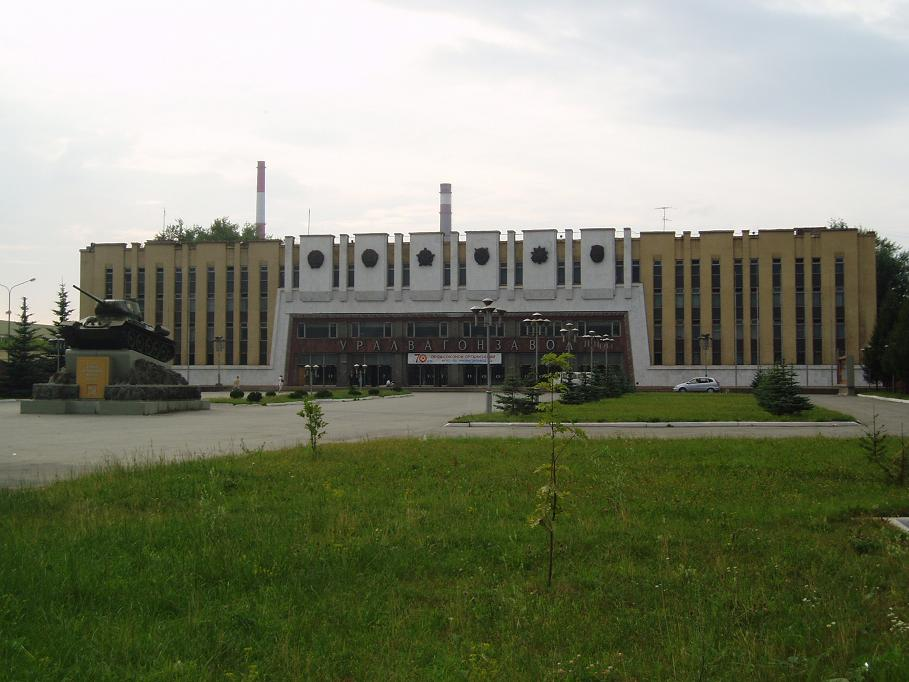
ウラル貨車工場（ウラルヴァゴンザヴォート）本社工場

ニジニ・タギルはエカテリンブルクとペルミの間に広がるウラル中部の工業の中心地であり、製鋼、機械、化学、金属精錬などの大工場が集中している。
今日、ニジニ・タギルはロシアの銑鉄の7%、ロール鋼板の6%を生産する。ニジニ・タギル製鉄所（ニジニ・タギル冶金コンビナート、NTMK）は1992年に民営化され、ロシアの大手鉄鋼グループ・「エブラズ・グループ」の中核をなす、ロシアでも有数の製鉄企業である。
また毎年7月には兵器の大規模な展示会も行われ、2年ごとに「ロシア兵器展示会」（Russian Expo Arms）と「国際防衛展示会」（Russian Defense Expo）が交互に開催される。また9月には2年ごとにウラル鉄道・道路・特殊輸送・道路建設見本市（Magistral）が開催される。ウラルヴァゴンザヴォート（ウラル貨車工場、ウラル戦車工場）では現在も貨車や電車やトラクターなどのほか戦車を製造し、ロシアおよび旧ソ連地域の戦車の主要生産企業である。T-72はここで開発・生産された。T-90、T-14などの新型戦車の開発も進み、同社は世界へこれらを輸出しようとしている。

## 文化

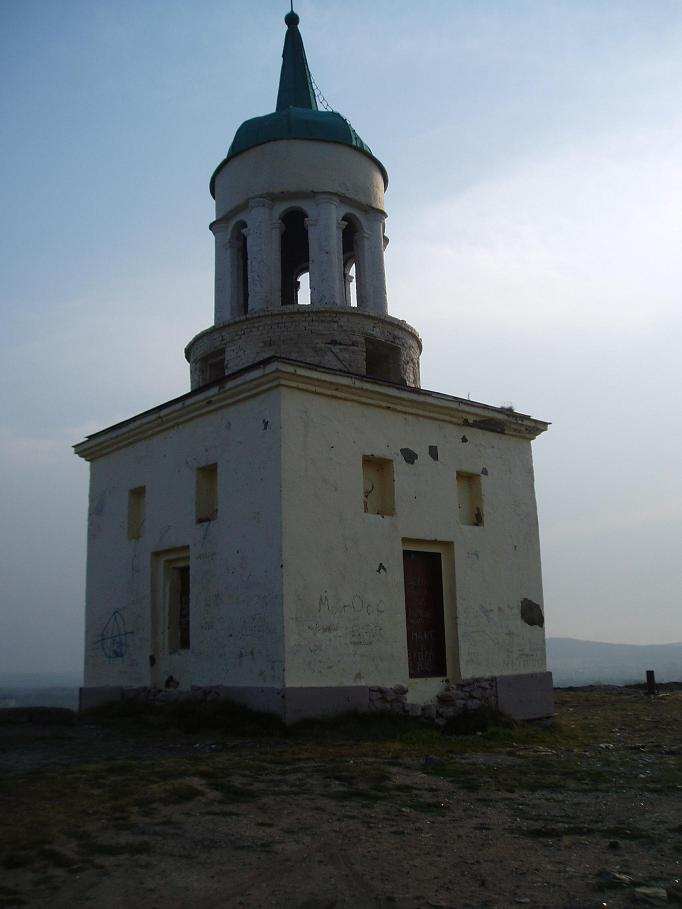
ニジニ・タギルの市街地を見下ろすリシャ山（狐の丘）の上に建つ火の見塔。1818年に建てられた街のシンボル

18世紀前半の工場創業から十月革命にかけてニジニ・タギルの産業を支配していたデミードフ家は、文化面や地域社会に対しても多大な貢献をなしていた。19世紀には図書館や博物館が開かれ、ニジニ・タギルはウラル地区の文化の中心地となっていた。
現在も多数の図書館網、地方史博物館、美術館などがあり、1990年代にも民俗誌博物館群の形成の発端として名産の彩色皿を展示する美術館、生活・工芸博物館などが新たに開かれた。デミードフ公園という歴史・文化地区も市内に計画されている。またウラル地区の産業遺産や産業史を研究する国際会議の開催地にもなっている。
ニジニ・タギルにはドミトリー・マーミン＝シビリャーク劇場、人形劇場、地域劇場という三つのプロ劇場が活動しており、ニジニ・タギル芸術大学には演劇学部もあり俳優などの養成にあたっている。この大学には音楽学部もあり、多くの音楽家や演奏家を輩出している。
その他の大学には、町の最古の高等教育機関であるニジニ・タギル国立社会・教育大学、市の南東にあるニジニ・タギル工科大学などがあり多数の学部を擁する。

## 出身者
- ヴァレリー・ブライニン - 詩人・作曲家
- ヴィクトル・スタルヒン - 野球選手
- オレシャ・クラスノモベツ - 陸上競技選手
- コンスタンチン・ノボセロフ - 物理学者
- ユーリ・ペトロフ - 政治家

## 姉妹都市
- クルィヴィーイ・リーフ、ウクライナ
- ヘプ、チェコ
- ノヴォクズネツク、ロシア
- ブレスト、ベラルーシ
- チャタヌーガ、アメリカ合衆国
- フランティシュコヴィ・ラーズニェ、チェコ
- マリアーンスケー・ラーズニェ、チェコ